# Farah (miasto w Afganistanie)
Farah (pers. فراه) — miasto w zachodnim Afganistanie, położone 750 m n.p.m. Przez miasto przepływa rzeka Farah Rod. Jest stolicą prowincji Farah. Liczba mieszkańców w 2015 r. szacowana była na około 47 tys. W mieście znajduje się lotnisko.

## Historia

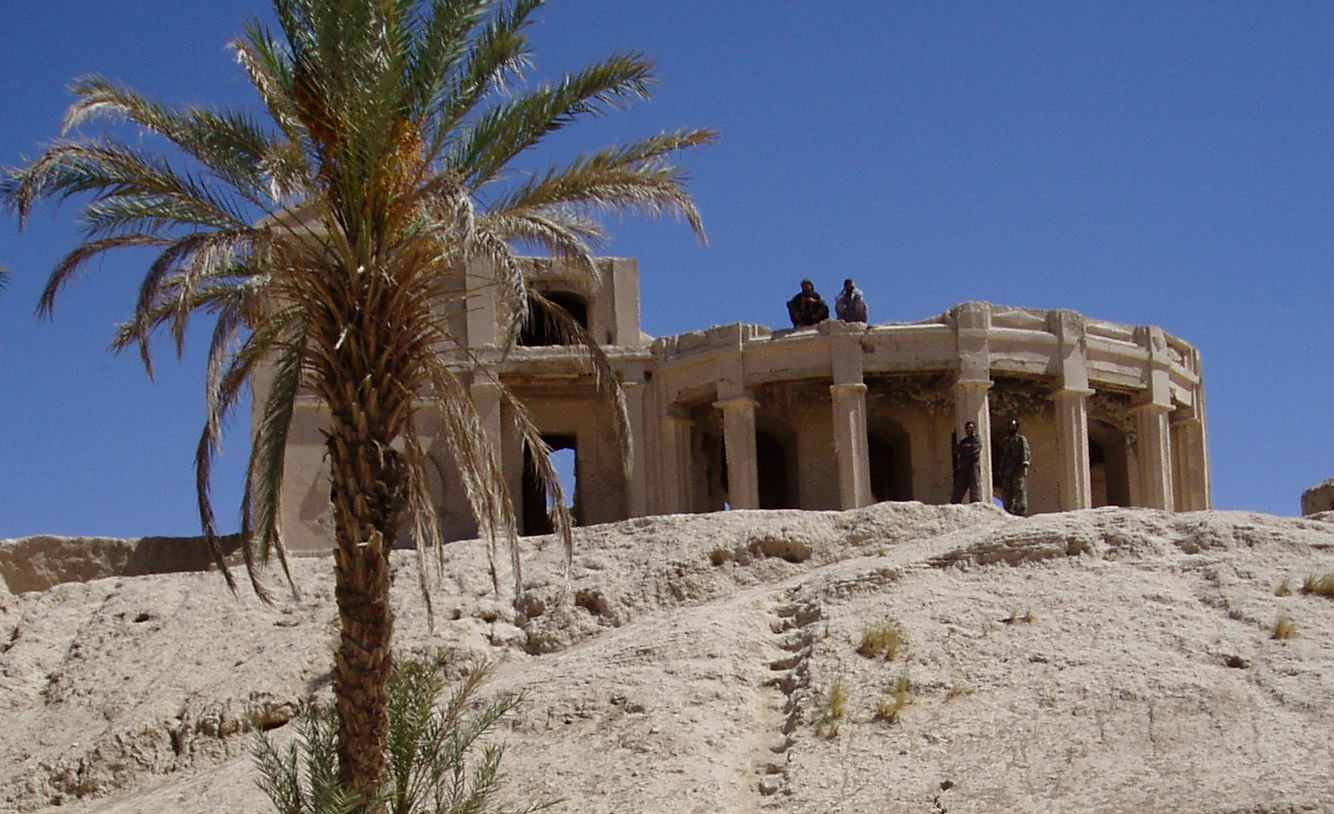
Cytadela Aleksandra Wielkiego w Farah

Miasto Farah jest utożsamiane przez badaczy z lokalizacją miasta Aleksandria Proftazja, które miało zostać założone lub otrzymać nazwę od Aleksandra Wielkiego. W mieście znajduje się cytadela zbudowana prawdopodobnie przez tego władcę. Cytadela była jedną z serii umocnień skonstruowanych przez macedońskiego zdobywcę. Mieszkańcy nazywają ją Shar-e-Farahdun. Inne źródła jako budowniczego cytadeli wymieniają zaratusztriańskiego wojownika z okresu Dariusza Wielkiego
W starożytności należało do satrapii Arii a po śmierci Aleksandra Wielkiego miasto znalazło się w państwie Seleucydów a później w Królestwie Partów. Było wówczas jednym z kluczowych miast tej satrapii.
W V w. n.e. stało się ważną twierdzą na wschodniej granicy państwa Sasanidów.
W połowie XVIII w. znalazło się w Imperium Durrani. Później w 1862 r. zostało zajęte przez sułtana Jana ówczesnego władcę Heratu a następnie odbite przez Dost Mohammad Chana w dniu 8 lipca 1862 r.